# Екельчик, Михаил Емельянович
Михаил Емельянович Екельчик (28.12.1928-19.11.1976) — первый главный инженер Брестского завода электроизмерительных приборов (с 1972 г. — Брестский электромеханический завод), лауреат Государственной премии СССР 1970 года.
Родился 28.12.1928 в Минске.
В первые дни Великой Отечественной войны с матерью эвакуировался в Саратов, после её смерти воспитывался в детском доме. В ремесленном училище получил профессию токаря и работал на оборонном заводе.
С 1948 года, после окончания с отличием Саратовского индустриального техникума, — мастер, начальник смены механического цеха на Энгельском заводе и на заводе п/я 96.
В 1954 году окончил Саратовский институт механизации сельского хозяйства и по распределению работал в селе Сосыкали Астраханской области начальником производственного участка, затем заведующим машинно-тракторными мастерскими.
С июля 1957 по октябрь 1958 года начальник мастерской завода п/я 96.
В 1958 году после развода с женой вернулся в Минск, работал мастером, старшим мастером механического цеха завода имени Октябрьской революции.
С октября 1960 года на заводе электронно-вычислительных машин имени Орджоникидзе: старший технолог, начальник технологического бюро цеха, заместитель, а затем главный технолог.
С 1964 года главный инженер Брестского завода электроизмерительных приборов (с 1972 г. — Брестский электромеханический завод). В 1968 году вступил в КПСС.
Лауреат Государственной премии СССР 1970 года (в составе коллектива) — за создание семейства универсальных ЭВМ второго поколения типа «Минск» и освоение их серийного производства.
Награждён орденом Трудового Красного Знамени.
Избирался депутатом Верховного Совета Белорусской ССР.
Семья: был женат дважды, трое детей.